# Problema delle monete
In matematica, un problema delle monete è ciascuna classe di problemi della forma generale:
Si hanno solo certe monete da utilizzare, diciamo monete da sette-quatloo e da dieci-quatloo (il quatloo è una moneta presente in un episodio di Star Trek).  Si possono avere di ciascun taglio quante monete si vogliano; si può fare il cambio esatto per ogni numero di quatloo, oppure si possono avere tutti i numeri da una certa quantità in poi? (Nell'esempio, non c'è modo di fare il cambio di otto quatloos, ma ogni numero più grande di Q53 può essere ottenuto.) Se è possibile, qual è la sua grandezza? (questo bisogno non riguarda solo le monete, ma la stessa domanda può essere posta per francobolli, scatole, o il numero di McNugget).
Se tutte le monete sono un numero pari di quatloos, non si possono fare i cambi esatti per nessun numero dispari di quatloos; questo sarà vero anche se i tagli delle monete hanno come  divisore comune tre o numeri più grandi. In un linguaggio più preciso si ha:
Dati n interi positivi: {\displaystyle a_{1},a_{2},\dotsb ,a_{n}}, il cui massimo comun divisore {\displaystyle \operatorname {MCD} (a_{1},\dots ,a_{n})} è 1, trova il più grande numero N che non può essere espresso come
{\displaystyle a_{1}x_{1}+a_{2}x_{2}+\dotsb +a_{n}x_{n},}
per qualche intero non-negativo {\displaystyle x_{1},x_{2},\dotsb ,x_{n}}.
Se il massimo comun divisore non è uguale a 1 allora {\displaystyle N} non esiste, poiché solo i multipli del MCD possono essere scritti come combinazioni lineari come sopra; ma se il MCD è 1, allora {\displaystyle N} esiste.  Il numero più grande trovato è chiamato a volte numero di Frobenius, mentre l'equazione Diofantea
{\displaystyle b=a_{1}x_{1}+a_{2}x_{2}+\dotsb +a_{n}x_{n}}
è a volte chiamata equazione di Frobenius.

## Soluzioni
Il problema delle monete è stato risolto per {\displaystyle n=1,2}. Nessuna soluzione in forma chiusa è conosciuta per {\displaystyle n>2}.

### n= 1
Se {\displaystyle n=1}, allora a meno che {\displaystyle a_{1}=1}, ci saranno infiniti numeri di interi positivi m che non potranno essere espressi come {\displaystyle m=a_{1}x_{1}} (quelli che non sono divisibili per {\displaystyle a_{1}}).

### n= 2
Se {\displaystyle n=2}, il numero di Frobenius può essere trovato dalla formula {\displaystyle b=a_{1}a_{2}-a_{1}-a_{2}}. Tale formula fu scoperta da James Joseph Sylvester nel 1884.

### n= 3
Algoritmi veloci sono conosciuti per tre numeri, anche se il calcolo può essere molto noioso se svolto manualmente.